# Kim Seung-jun (cầu thủ bóng đá)
Đây là một tên người Triều Tiên, họ là Kim.
Kim Seung-jun (sinh ngày 11 tháng 9 năm 1994) là một cầu thủ bóng đá Hàn Quốc, thi đấu cho Ulsan Hyundai FC.

## Thống kê sự nghiệp
Tính đến trận đấu diễn ra ngày 18 tháng 3 năm 2018
| Câu lạc bộ           | Mùa giải             | Giải vô địch         | Giải vô địch | Giải vô địch | Cúp     | Cúp       | Cúp Liên đoàn | Cúp Liên đoàn | Khác    | Khác      | Tổng    | Tổng      |
| Câu lạc bộ           | Mùa giải             | Hạng đấu             | Số trận      | Bàn thắng    | Số trận | Bàn thắng | Số trận       | Bàn thắng     | Số trận | Bàn thắng | Số trận | Bàn thắng |
| -------------------- | -------------------- | -------------------- | ------------ | ------------ | ------- | --------- | ------------- | ------------- | ------- | --------- | ------- | --------- |
| Ulsan Hyundai        | 2015                 | K League Classic     | 11           | 4            | 2       | 0         | —             | —             | —       | —         | 13      | 4         |
| Ulsan Hyundai        | 2016                 | K League Classic     | 30           | 8            | 2       | 0         | —             | —             | —       | —         | 32      | 8         |
| Ulsan Hyundai        | 2017                 | K League Classic     | 30           | 3            | 4       | 1         | —             | —             | 3       | 0         | 37      | 4         |
| Ulsan Hyundai        | 2018                 | K League 1           | 2            | 0            | 0       | 0         | —             | —             | 2       | 0         | 4       | 0         |
| Tổng cộng sự nghiệps | Tổng cộng sự nghiệps | Tổng cộng sự nghiệps | 73           | 15           | 8       | 1         | 0             | 0             | 5       | 0         | 86      | 16        |